# Guillermo Endara
Guillermo David Endara Gallimany (ur. 12 maja 1936 w Panamie, zm. 28 września 2009 tamże) był prezydentem Panamy od 20 grudnia 1989 do 1 września 1994.
Należał do stronników Arnulfo Ariasa. Gdy w 1968 Arias wygrał wybory i objął urząd prezydenta, Endara wszedł w skład jego rządu jako minister planowania. W tym samym roku przewrót wojskowy doprowadził do upadku rządu Ariasa. Endara został później sekretarzem generalnym Autentycznej Partii Panamskiej (PPA, 1984-1990), którą w 1990 przemianowano na Partię Arnulfistów (PA). Po śmierci Ariasa w 1988 przejął po nim przywództwo cywilnej opozycji przeciw dyktaturze generała Manuela Noriegi. W maju 1989 wystartował w wyborach prezydenckich, które unieważnił Noriega po tym, jak Endara odniósł zwycięstwo. Objął urząd dopiero po obaleniu Noriegi.